# Caranx fischeri
Caranx fischeri är en fiskart som beskrevs av Smith-vaniz och Carpenter 2007. Caranx fischeri ingår i släktet Caranx och familjen taggmakrillfiskar. Inga underarter finns listade.